# Allan McKinnon
Allan Bruce McKinnon PC MC CD (* 11. Januar 1917 in Canora, Saskatchewan; † 19. September 1990 in Victoria, British Columbia) war ein kanadischer Politiker der Progressiv-konservativen Partei (PC), der 16 Jahre lang Mitglied des Unterhauses sowie zwischen 1979 und 1980 Verteidigungsminister sowie Minister für Veteranenangelegenheiten im 21. kanadischen Kabinett von Premierminister Joe Clark war.

## Leben
McKinnon leistete während des Zweiten Weltkrieges seinen Militärdienst zwischen 1939 und 1946 in der Royal Canadian Artillery und wurde zuletzt zum Major befördert. Er nahm als Angehöriger der Princess Patricia’s Canadian Light Infantry zwischen 1943 und 1945 an Kampfhandlungen in Italien teil und wurde für seine Verdienste mit dem Military Cross (MC) sowie der Canadian Forces Decoration (CD) ausgezeichnet. Nach Kriegsende war er als Lehrer tätig.
Seine politische Laufbahn begann er 1968 als Mitglied des Schulausschusses von Victoria, dessen Vorsitzender er zwischen 1970 und 1972 war. Bei der Wahl vom 30. Oktober 1972 wurde McKinnon als Kandidat der Progressiv-konservativen Partei (PC) erstmals zum Mitglied des Unterhauses gewählt und vertrat in diesem 16 Jahre lang bis zum 20. November 1988 den Wahlkreis Victoria. Während seiner Parlamentszugehörigkeit war er von Oktober 1973 und September 1974 zuerst stellvertretender Sprecher und danach zwischen September 1974 und 1983 Sprecher seiner Fraktion für nationale Verteidigung.
Am 4. Juni 1979 wurde er von Premierminister Joe Clark als Minister für Nationale Verteidigung sowie Minister für Veteranenangelegenheiten in das 21. Kabinett Kanadas berufen, dem er bis zum Ende von Clarks Amtszeit am 2. März 1980 angehörte. In dieser Zeit war er von Juli 1979 bis zum 2. März 1980 auch Vize-Vorsitzender der Kabinettsausschüsse für Sicherheit und Nachrichtendienste sowie für Außen- und Verteidigungspolitik. Nach seinem Ausscheiden aus der Regierung war er 1983 kurzzeitig Sprecher der PC-Fraktion für Auswärtige Angelegenheiten und danach von Juni 1983 bis April 1984 Sprecher für Veteranenangelegenheiten.